# Polyrhachis tricuspis
Polyrhachis tricuspis é uma espécie de formiga do gênero Polyrhachis, pertencente à subfamília Formicinae.